# 森瑙
森瑙，是匈牙利绍莫吉州所辖的一个村。总面积26.98平方公里，总人口769，人口密度28.5人/平方公里（2011年1月1日）。